# Тарнув
Та́рнув (пол. Tarnów, укр. Тарнів, рус. Тернов, нем. Tarnau, идиш טארנא [Turna]‎) — город на правах повята в Польше, входит в Малопольское воеводство. C 1975 по 1998 год Тарнув был столицей Тарнувского воеводства.

Ландшафтный план города Тарнув, 1931 г.

Занимает площадь 72,4 км².
Население — 107 498 жителей (2020).

## Достопримечательности
- Бима — фрагмент Старой синагоги XVIII века, разрушенной в 1940 году.
- Воинские захоронения времён Первой мировой войны:
  - Воинское кладбище № 200 — памятник Малопольского воеводства;
  - Воинское кладбище № 201 — памятник культуры Малопольского воеводства.
- Деревянный костёл 1485 года.
- Дом Миколаёвских (Dom Mikołajowskich, 1524, старейший жилой дом города).
- Еврейское кладбище — памятник культуры Малопольского воеводства.
- Кафедральный собор XV века.
- Ратуша (XV—XVI века) — в центре средневековой Рыночной площади
- Руины средневекового замка (XIV век).
- Собор Рождества Богородицы (XIV век).
- Старое кладбище — памятник культуры Малопольского воеводства.
- Мавзолей Юзефа Бема

## Панорама

Панорама Старого города в Тарнуве

## Города-побратимы
- Россия, Котлас
- Польша, Новы-Сонч
- Украина, Тернополь[3]
- Украина, Белая Церковь
- Венгрия, Кишкёрёш